# Burkitt Nunatak
Burkitt Nunatak är en nunatak i Antarktis. Den ligger i Västantarktis. Argentina, Chile och Storbritannien gör anspråk på området. Toppen på Burkitt Nunatak är 1 200 meter över havet.
Terrängen runt Burkitt Nunatak är platt söderut, men norrut är den kuperad. Trakten är obefolkad. Det finns inga samhällen i närheten.